# Francis Mansell

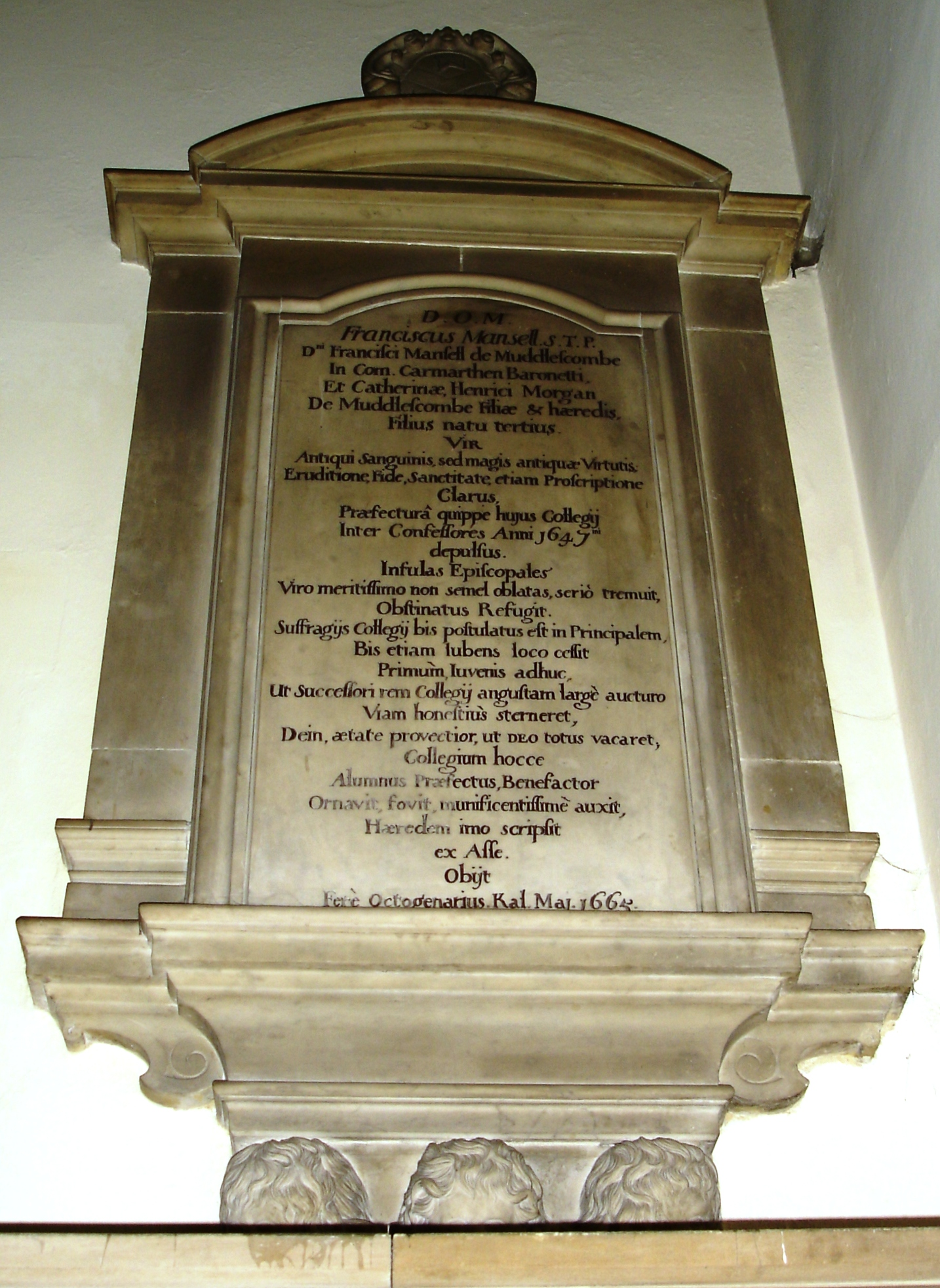
Gedenktafel für Francis Mansell in der Kapelle des Jesus College

Francis Mansell (* 1579; † 1. Mai 1665 in Oxford) war ein englischer Hochschullehrer. Er diente dreimal als Rektor des Jesus College in Oxford.

## Herkunft und Studium
Francis Mansell entstammte der Familie Mansel, einer alten Familie der Gentry aus Wales. Er war der zweite Sohn von Francis Mansel und von Catherine Morgan. Sein Vater wurde 1622 zum Baronet erhoben. Francis Mansell besuchte die Free School in Hereford und studierte ab November 1607 am Jesus College in Oxford, wo er am 20. Februar 1609 seinen Abschluss als Bachelor und 1611 als Master of Arts machte. 1624 wurde er Doctor of Divinity.

## Wechselhafte Karriere als Hochschullehrer
Mansells erste Bewerbung als Fellow von All Souls College scheiterte 1613, doch bei der nächsten Wahl wurde er gewählt. Ende Juli 1620 ernannte ihn der Vizekanzler zum Rektor des fast ausschließlich von Walisern besuchten Jesus College, wobei einige Fellows dagegen opponierten. Mansell entließ vier seiner Gegner, doch legte er bereits 1621 sein Amt wieder nieder und wurde durch Eubule Thelwall abgelöst. Nachdem dieser 1630 gestorben war, wurde Mansell dieses Mal ohne Gegenstimmen zum Rektor gewählt. Unter ihm wurde die Anlage des Colleges erheblich vergrößert. Zu Beginn des Englischen Bürgerkriegs war er 1643 in Wales, um das Erbe seines im Krieg gefallenen Bruders Anthony Mansel zu regeln. Er unterstützte die Royalisten und kehrte erst nach dem Ende der Belagerung von Oxford 1647 in sein College zurück. Als Royalist wurde er von den Parlamentsanhängern als Rektor abgesetzt und wie fast alle Fellows benachteiligt, so dass er nach Wales zurückkehrte und ab 1648 in Llantrithyd Court bei Cardiff lebte. 1651 kehrte er nach Oxford zurück und erhielt wegen seines hohen Ansehens die Erlaubnis, im Torturm des Colleges zu wohnen. Nach der Stuart-Restauration wurde er 1660 zum dritten Mal zum Rektor ernannt, doch aufgrund seines hohen Alters legte er nach sieben Monaten 1661 sein Amt nieder. Sein Nachfolger wurde Leoline Jenkins. 
Mansell galt als autoritär, jedoch auch als sehr scharfsinnig. Trotz seiner Strenge und seines Ernstes war er im College beliebt und hochgeachtet. Er vermachte seinen Besitz, darunter seine Bibliothek, dem College. 